# Visnyoella
Visnyoella is een geslacht van uitgestorven kreeftachtigen uit de klasse van de Ostracoda (mosselkreeftjes). Er is nog onduidelijkheid over de taxonomische indeling van dit geslacht ('incertae sedis').

## Soort
- Visnyoella parva Kozur, 1985 †